# Districtul Mueang Yasothon
Mueang Yasothon (în thailandeză เมืองยโสธร) este un district (Amphoe) din provincia Yasothon, Thailanda, cu o populație de 129.999 de locuitori și o suprafață de 578,2 km².

## Componență
Districtul este subdivizat în 18 subdistricte (tambon), care sunt subdivizate în 190 de sate (muban). 
| 1. Nai Mueang (ในเมือง) 2. Nam Kham Yai (น้ำคำใหญ่) 3. Tat Thong (ตาดทอง) Arhivat în 16 iulie 2011, la Wayback Machine. 4. Samran (สำราญ) 5. Kho Nuea (ค้อเหนือ) 6. Du Thung (ดู่ทุ่ง) 7. Doet (เดิด) 8. Khandai Yai (ขั้นไดใหญ่) 9. Thung Tae (ทุ่งแต้) 10. Sing (สิงห์) | 1. Na Samai (นาสะไมย์) 2. Khueang Kham (เขื่องคำ) 3. Nong Hin (หนองหิน) 4. Nong Khu (หนองคู) 5. Khum Ngoen (ขุมเงิน) 6. Thung Nang Ok (ทุ่งนางโอก) 7. Nong Ruea (หนองเรือ) 8. Nong Pet (หนองเป็ด) |